# Ḿ

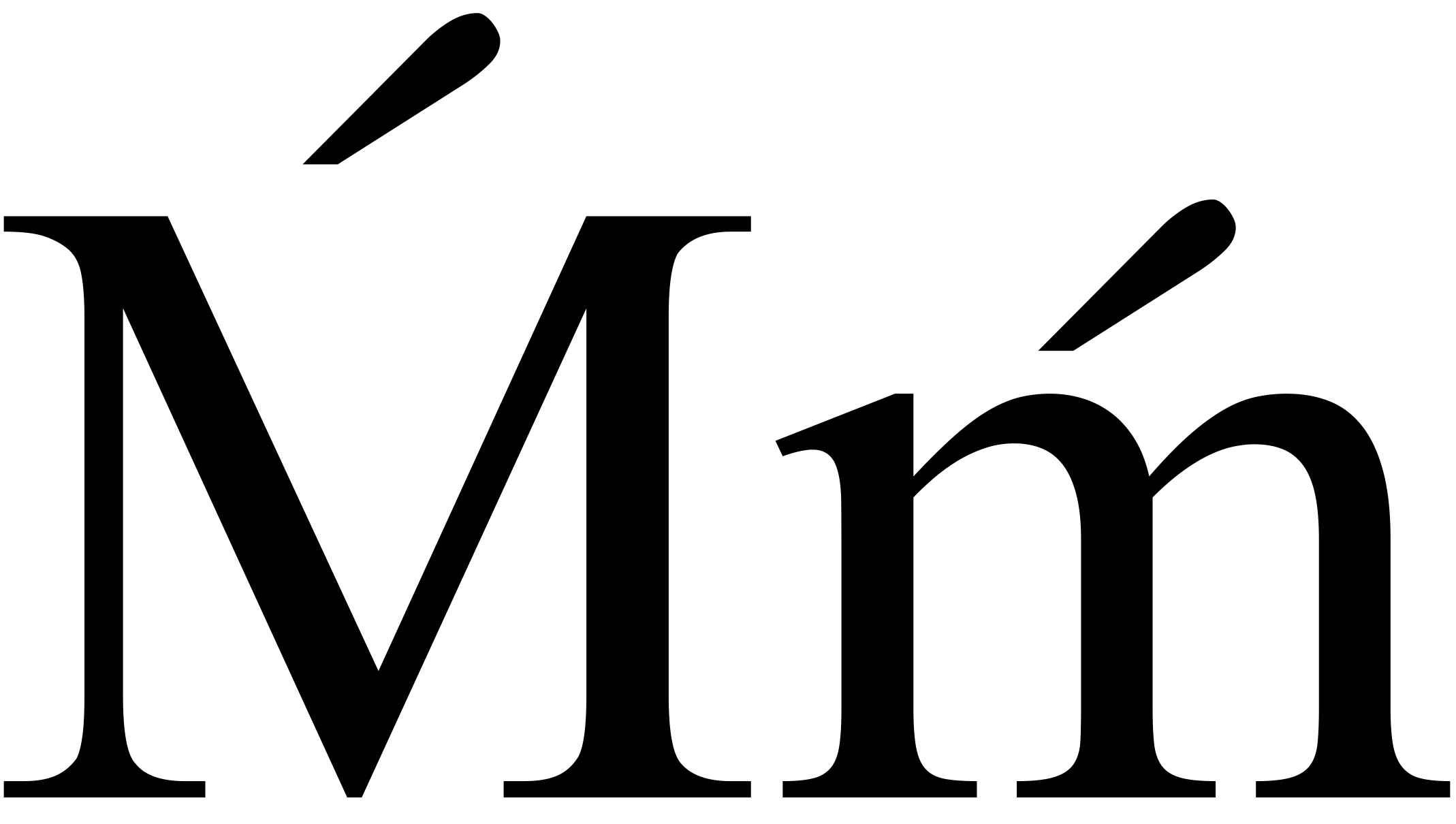

الحرف Ḿ هو حرف مشتق من الحرف اللاتيني M، ويستخدم في نظام بينيين الصيني للتعبير عن نطق حرف م حاد.

## الكتابة
| شكل الحرف  | يونيكود |
| ---------- | ------- |
| حرف كبير Ḿ | U+1E3E  |
| حرف صغير ḿ | U+1E3F  |